# Il sangue degli dei
Il sangue degli dei (The Blood of Gods) è un romanzo storico di Conn Iggulden del 2013, uscito in Italia cinque anni dopo. Quinto ed ultimo della serie Imperator, narra le gesta dell'imperatore romano Gaio Giulio Cesare Augusto.

## Edizioni
- Conn Iggulden, Il sangue degli dei, traduzione di Paola Merla, Piemme, 17 luglio 2018,  p. 450, ISBN 9788856640328.